# زواج أسر حاكمة

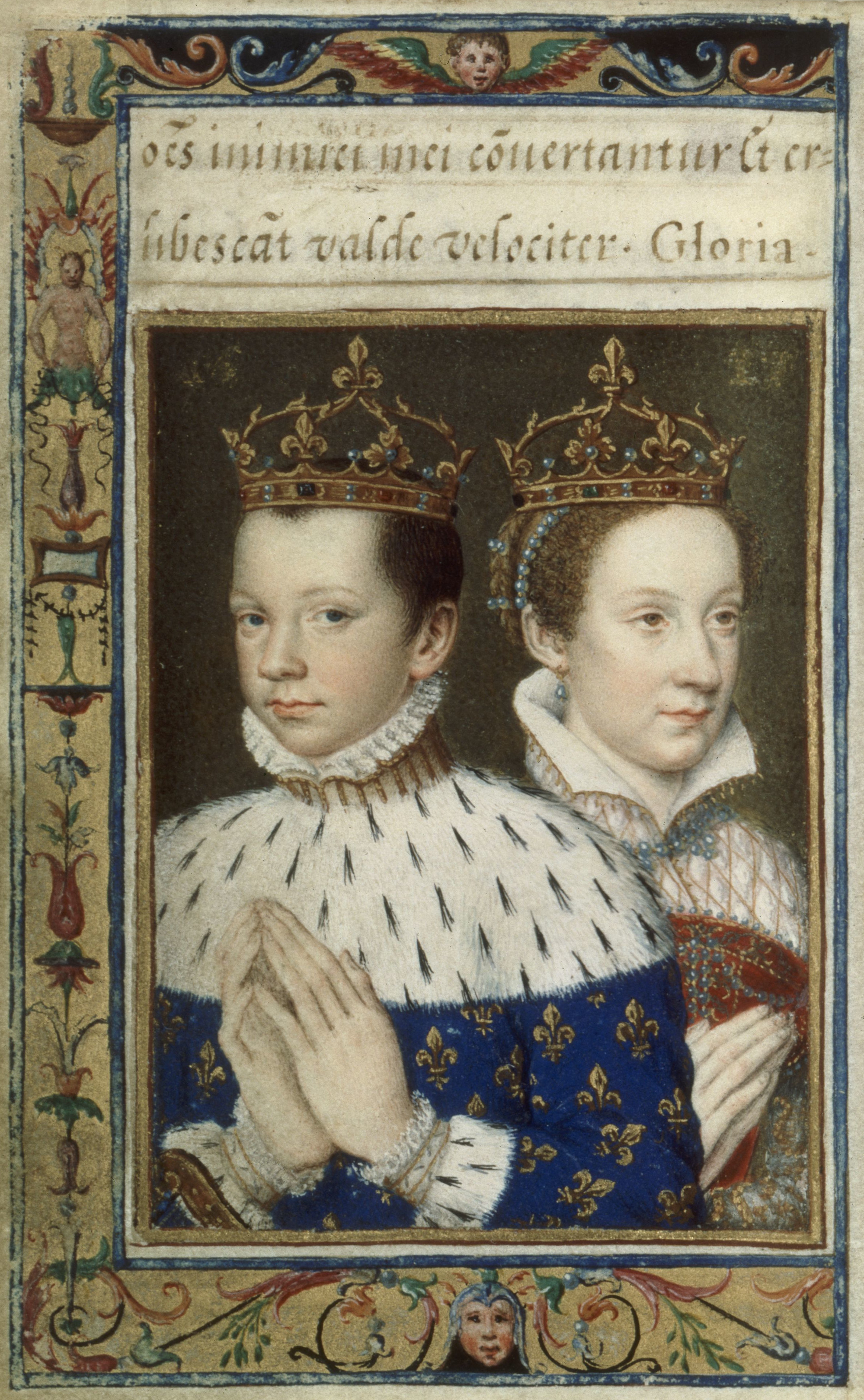
فرانسيس الثاني ، ملك فرنسا ، وزوجته ماري ستيوارت ، ملكة فرنسا واسكتلندا.

الزواج بين الأسر الحاكمة عبارة عن نوع من أنواع الزواج (غالبًا المرتب) بين أعضاء عائلتين حاكمتين أو سلالتين حاكمتين مميزتين. والزواج بين الأسر الحاكمة، والمستخدم لتقوية الروابط بين الأسر الملكية أو العشائر أو الدول بشكل أكثر من كونه عرسًا، كان معروفًا على الأقل منذ عصور مصر القديمة.
كما أن المصطلح كذلك يستخدم من أجل الزواج القائم على "المساواة"، مقارنة بالزواج المرغنطي. ويتميز الزواج بين الأسر الحاكمة بأنه تكون له كل حقوق الميراث ويتم اعتبارهم أفرادًا في السلالة الحاكمة أو الأسرة (على سبيل المثال، الأسرة الملكية).